# Bygdeå
Bygdeå è un'area urbana della Svezia situata nel comune di Robertsfors, contea di Västerbotten.
La popolazione rilevata nel censimento 2010 era di 502 abitanti .